# Fährverbindung Halsskov–Knudshoved

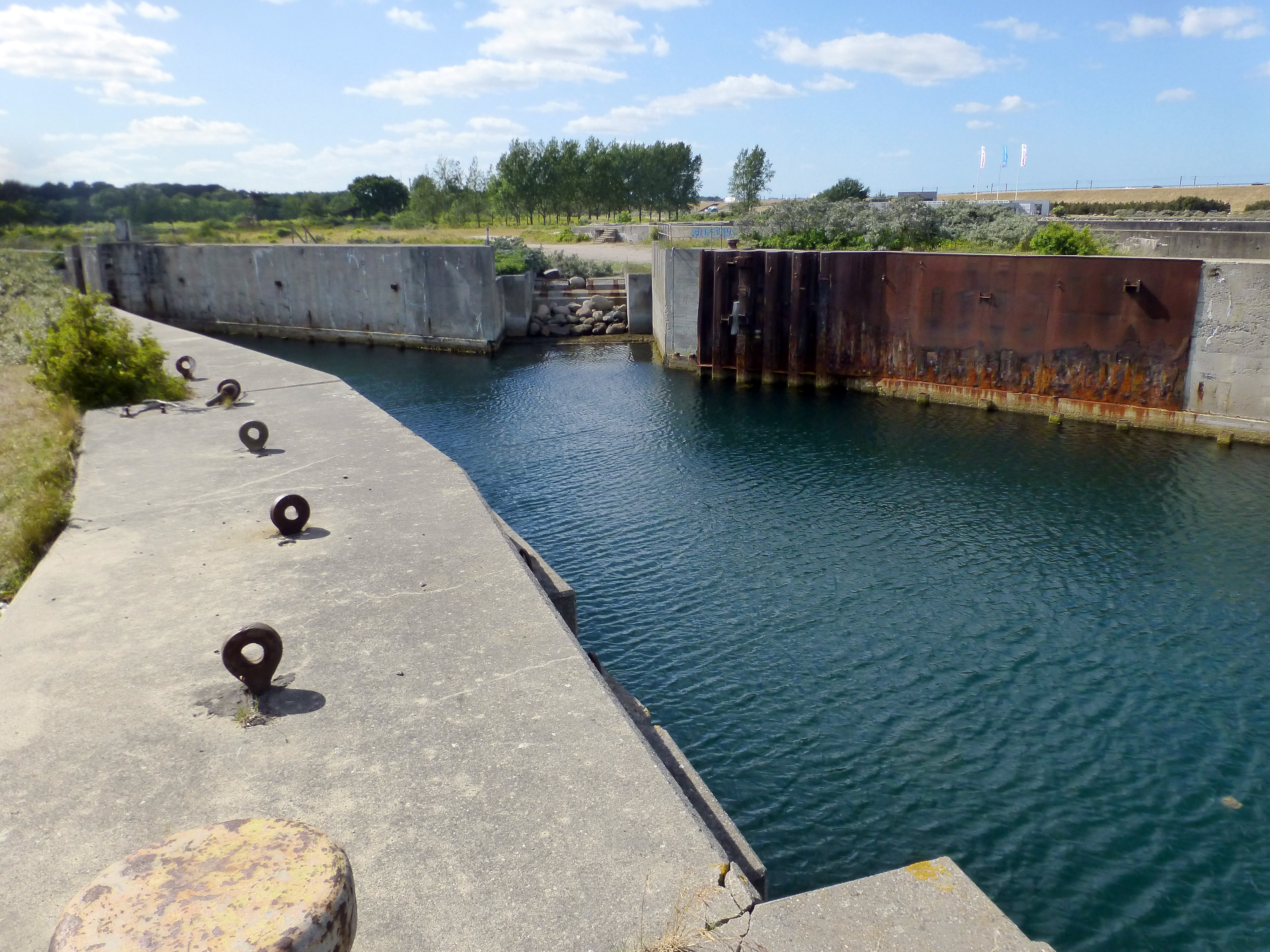
Alter Fährhafen in Knudshoved

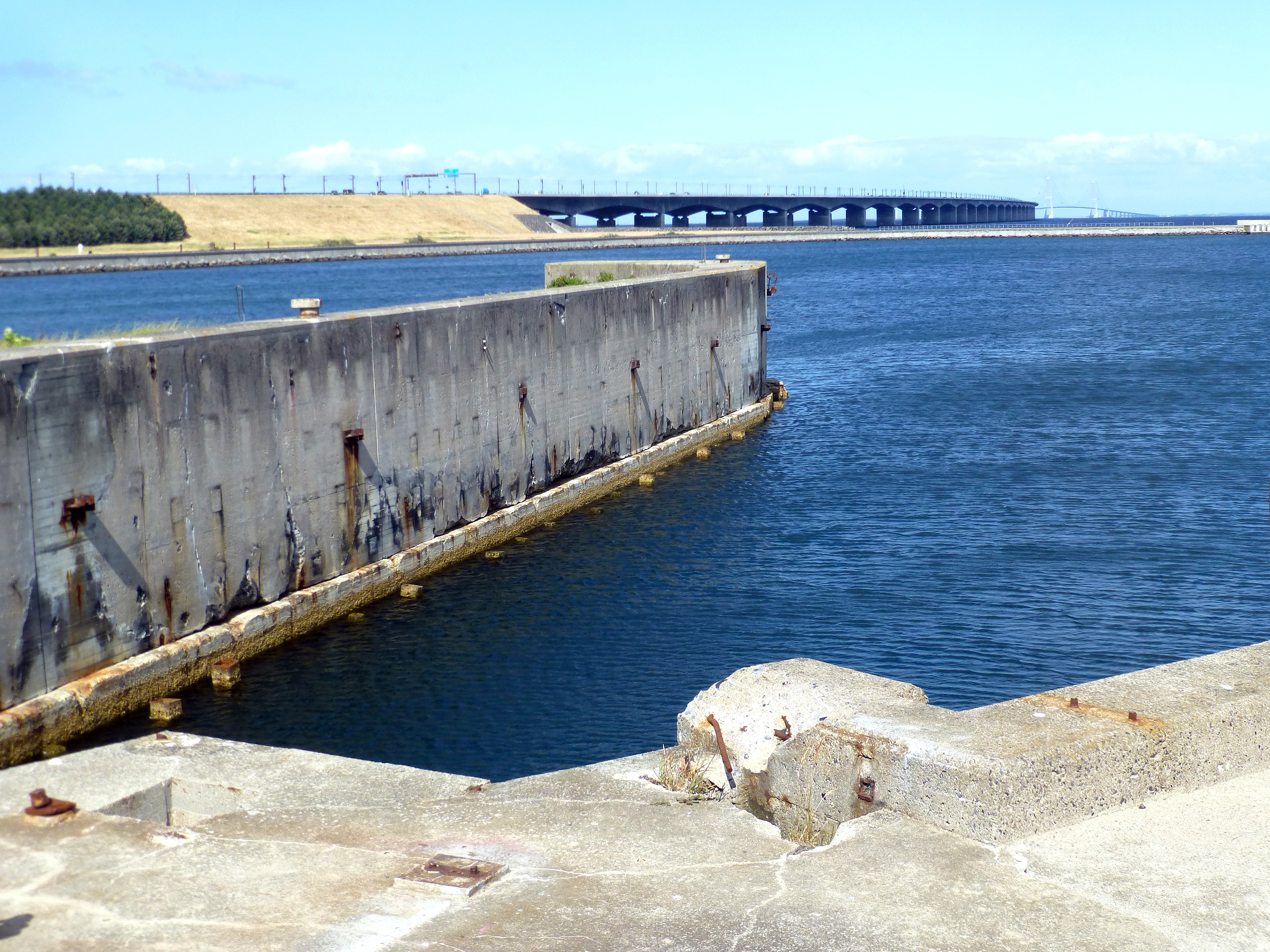
Alter Fährhafen in Knudshoved mit Storebæltsbroen

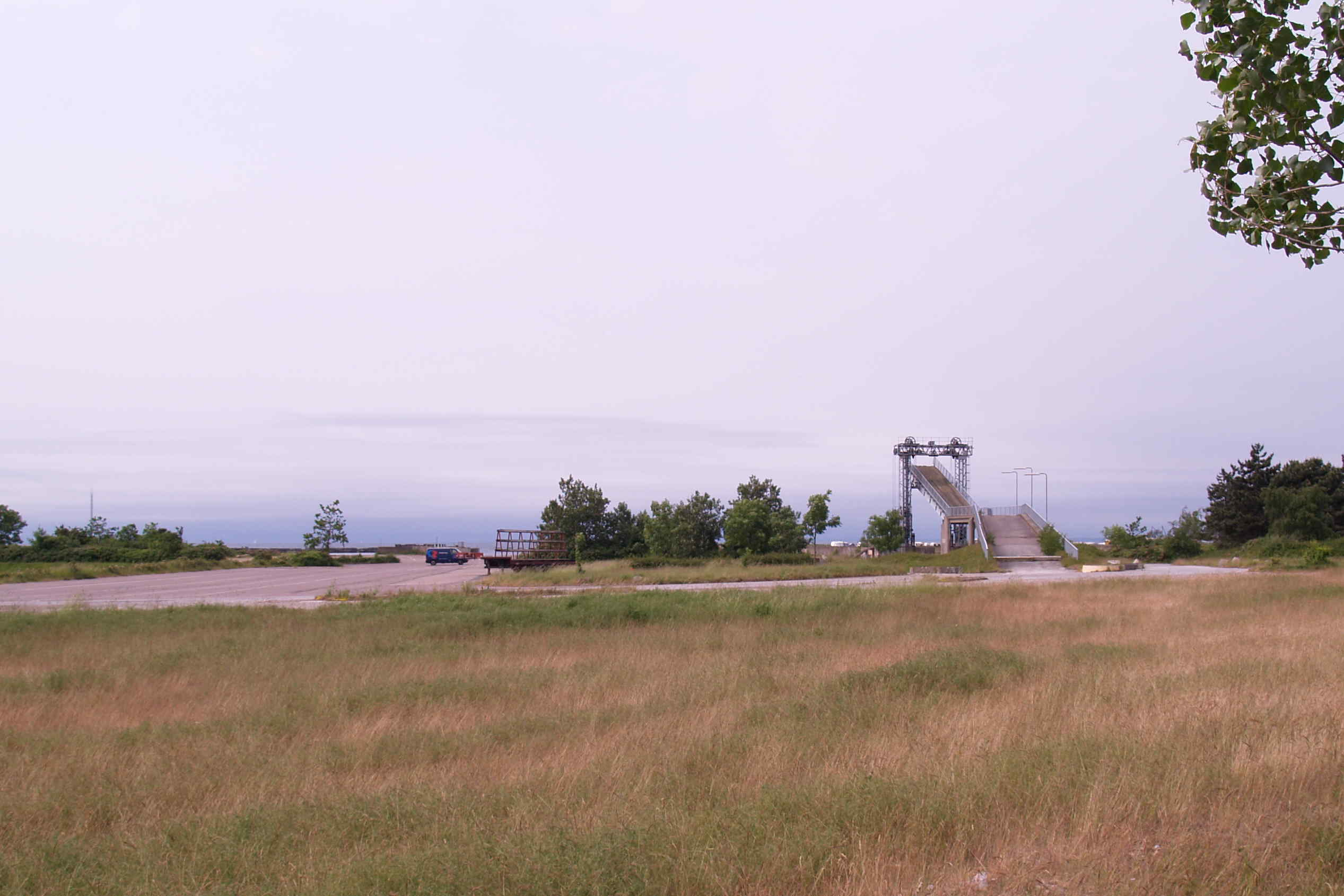
Alter Fährhafen in Halsskov

Die Fährverbindung Halsskov–Knudshoved war eine innerdänische Autofährstrecke. Sie führte zwischen den Häfen Knudshoved auf der Insel Fyn und Halsskov, dem nördlichen Stadtteil von Korsør auf der Insel Sjælland, über den Großen Belt.

## Geschichte
Die Strecke wurde am 27. Mai 1957 eingeweiht. Zugleich wurde zwei Autobahnabschnitte eröffnet, die die neuen Fähranleger an das Straßennetz anschlossen. Diese Abschnitte lagen zwischen Halsskov und Vemmelev (9,8 km) sowie zwischen Knudshoved und Hjulby (5,4 km).
Vor der Einrichtung dieser Autofährstrecke wurden Fahrzeuge mit den Schiffen der Eisenbahnfährstrecke Korsør–Nyborg transportiert. Dort war die Kapazität zu gering, was vor allem im Sommer zu langen Wartezeiten führte.
Für die Bedienung der Strecke wurde die M/S Halsskov am 19. November 1954 bestellt und am 12. Juni 1956 an Danske Statsbaner geliefert. Die von der Helsingør Skibsværft gebaute 106 Meter lange Fähre war die erste Autofähre mit Doppeldeck und hatte ein Platzangebot für 200 Pkw und 1000 Passagiere. Das Schiff wurde ab dem 15. Juni 1956 zwischen Korsør und Nyborg eingesetzt. Ab dem 28. Mai 1957 befuhr das Schiff die neue Fährstrecke.
Die letzte Fähre auf der Strecke fuhr am 14. Juni 1998, als die feste Querung über den Großen Belt, die Storebæltsforbindelsen, eingeweiht wurde.
Die Strecke wurde ursprünglich von Danske Statsbaner (DSB) betrieben. 1995 wurde der Fährbetrieb in eine selbstständige Gesellschaft, DSB Rederi A/S, ausgegliedert. 1997 wurde der Name der Reederei in Scandlines geändert.

### Nothafen
Peter Poulsen kaufte den alten Fährhafen Knudshoved 2009 für fast 8 Mio. DKK mit dem Ziel, ihn zum größten Yachthafen Nordeuropas auszubauen. Der dänische Staat teilte dem Eigentümer im Mai 2025 mit, dass er den Hafen zurückkaufen wird, um ihn als Nothafen zu nutzen, falls es notwendig werden sollte, wieder Fähren auf dem Großen Belt einzusetzen. Kurz zuvor hatte die Slagelse Kommune den Verkauf des damals von ihr erworbenen Fährhafens Halskov an Sund & Bælt bekanntgegeben. Sund & Bælt bezahlte 7 Mio. DKK für den Fährhafen Halskov.